# James Bettauer
James Bettauer (* 19. März 1991 in Mississauga, Ontario) ist ein kanadischer Eishockeyspieler mit deutscher Staatsangehörigkeit, der zuletzt bei den Ravensburg Towerstars in der DEL2 unter Vertrag stand.

## Persönliches
Bettauer zog im Alter von fünf Jahren von Mississauga nach Port Moody, British Columbia, einem Vorort Vancouvers, wo er seine Kindheit und Jugend verbrachte. Seine um zwölf Jahre jüngere Schwester spielt ebenfalls Eishockey und außerdem Ringette. Sein Vater besitzt zwei Tierhandlungen, er stammt ursprünglich aus Berlin, weshalb sein Sohn die deutsche Staatsbürgerschaft besitzt.

## Karriere
James Bettauer begann seine Karriere als Eishockeyspieler im Alter von 16 Jahren bei den Penticton Vees, für die er in der Saison 2007/08 in der kanadischen Juniorenliga British Columbia Hockey League aktiv war. Mit seiner Mannschaft gewann er, unter anderem zusammen mit dem späteren NHL-Profi Zac Dalpe auf Anhieb den Meistertitel der BCHL. Nach diesem Erfolg nahmen ihn die Chilliwack Bruins aus der WHL unter Vertrag. Hier konnte Bettauer allerdings nicht überzeugen. In der folgenden Saison spielte er wieder in der BCHL für Burnaby Express. Nach einer Steigerung gegenüber der vergangenen Spielzeit erhielt er erneut einen Vertrag in der WHL, bei den Prince Albert Raiders. Im Sommer 2011 bereitete sich Bettauer mit der Mannschaft der Hamburg Freezers auf die neue Spielzeit vor. Am 24. Oktober 2011 gaben die Medicine Hat Tigers die Verpflichtung Bettauers bekannt, für die Dienste des Verteidigers
wurde der Stürmer Kellan Tochkin zu den Raiders transferiert. Am Ende der Saison 2011/12 standen für den Rechtsschützen 21 Tore zu Buche, womit der offensiv ausgerichtete Spieler der Verteidiger mit den meisten Toren in der Liga war.
Am 7. Mai 2012 gaben die Hamburg Freezers schließlich den Wechsel des Deutsch-Kanadiers bekannt, wo er einen Einjahresvertrag unterschrieb. Sein erstes Tor in der Deutschen Eishockey Liga erzielte er bei der 3:4-Auswärtsniederlage gegen die Nürnberg Ice Tigers.  Aufgrund eines Knöchelbruchs musste Bettauer während der Saison pausieren. Trotz dieser Verletzung verlängerten die Freezers den Vertrag des Verteidigers um ein weiteres Jahr.
Von 2014 bis 2016 spielte Bettauer für die Augsburger Panther, ehe er zur Saison 2016/17 innerhalb der DEL zu den Straubing Tigers wechselte. Nach zwei Jahren in Niederbayern wechselt Bettauer zur Saison 2018/19 zu den Krefeld Pinguinen. Anschließend stand er ab Juli 2019 für die Sheffield Steelers in der EIHL auf dem Eis, ehe er nach Deutschland zurückkehrte und 2020 vom EV Ravensburg verpflichtet wurde. Mit diesen erreichte er 2022 das Playoff-Finale, entschied sich aber anschließend, seinen Vertrag nicht zu verlängern.

## Spielweise
Der Offensiv-Verteidiger, der auch als Power Forward eingesetzt werden kann, wird als guter Schlittschuhläufer beschrieben, der des Weiteren eine solide Puckkontrolle aufweist. Der Sportdirektor der Hamburg Freezers Stéphane Richer sagt über ihn: „Er ist als Verteidiger in allen Situationen einsetzbar, für sein junges Alter bereits sehr abgeklärt, läuferisch gut und mit offensiven Fähigkeiten ausgestattet. Darüber hinaus hat James sicherlich noch viel Entwicklungspotenzial.“

## Erfolge und Auszeichnungen
- 2008 BCHL-Meisterschaft mit den Penticton Vees
- 2012 Meiste Tore eines Verteidigers in der WHL

## Karrierestatistik
(Legende zur Spielerstatistik: Sp oder GP = absolvierte Spiele; T oder G = erzielte Tore; V oder A = erzielte Assists; Pkt oder Pts = erzielte Scorerpunkte; SM oder PIM = erhaltene Strafminuten; +/− = Plus/Minus-Bilanz; PP = erzielte Überzahltore; SH = erzielte Unterzahltore; GW = erzielte Siegtore; 1 Play-downs/Relegation; Kursiv: Statistik nicht vollständig)